# Solanum gonocladum
Solanum gonocladum är en potatisväxtart som beskrevs av Michel Félix Dunal. Solanum gonocladum ingår i släktet skattor som ingår i familjen potatisväxter. Inga underarter finns listade i Catalogue of Life.